# Wコロンのやめさせてもらうわ!
Wコロンのやめさせてもらうわ!（ダブルコロンのやめさせてもらうわ）は2010年10月から2011年3月まで文化放送で放送されたバラエティ番組である。お笑いコンビWコロンの冠番組。10月-1月第1週目までロッテ葛西ゴルフ、1月から謎かけグランプリ募集期間は、日本通運の一社提供。

## 出演
- Wコロン
- 杉ありさ

## 番組内のコーナー
オープニング
- 毎回、最新の曲を掛けた後、Wコロンと杉ありさのトークが始まる。ねづっちの謎かけがある。

木曾、起訴〜!
- 木曾さんちゅうが訴えられてしまいそうな内容を考えてもらう。

謎かけキング
- 毎月、一つのテーマを決めて、リスナーから届いた、謎かけを紹介するコーナー。1月から謎かけイベントを主催する日本通運の冠が着いた。

ピンク謎かけ
- ねづっちが毎回、Hなお題で、謎かけを披露する。ロッテ葛西ゴルフでの公開収録では、「スイーツ謎かけ」に変えられた。